# Павле Раденовић
Павле Раденовић (? — 1415) био је кнез из редова Павловића који је био један од најмоћнијих великаша у Краљевини Босни на прелазу из XIV у XV век. Био је син Радена Јабланића који је имао поседе у источној Босни око Криваје и Праче. Као један од проверених људи у краљевству, заједно са Влатком Вуковићем (?—1392) 1391. године заузима Конавле, које су до тада држали Санковићи. После смрти Твртка I (бан 1353—1377, краљ 1377—1391) активно је учествовао у смењивању и постављању краљева Босне и за његове власти су Павловићи постали најмоћнија великашка породица уз Косаче и Хрватиниће. Убијен је у завери краља Остоје (прва влада 1398—1404, друга влада 1409—1418), војводе Сандаља (1392—1435) и Златоносовића током лова на Пареној пољани крај Бобовца, после чега га је наследио настарији син Петар I (1415—1420).

## Породица
Павле Раденовић је био син властелина Радена Јабланића и оснивач великашке породице Павловића. Имао је два сина који су га наследили после његове смрти:
- Петар I Павловић, војвода, погинуо 1420. године у борби са Сандаљевим Османлијама
- Радослав Павловић (1420—1441), кнез и војвода, умро 1441. године, наследио га је син Иваниш (1441—1450)

## Политички ангажман
Преузимањем дела Конавла 1391. године кнез Павле је постао сусед Дубровачке републике према којој је држао неколико царина. Њеним трговцима је 1397. године издао повељу о слободној трговини и заштити у његовим земљама, за шта је награђен титулом грађанина Дубровника. У спољној политици је, као и остали великаши краљевине Босне, подржавао Владислава Напуљског у сукобу са Жигмундом Луксембуршким (1387—1437) око титуле краља Мађарске, која се у то доба водила.
У унутрашњој политици је активно учествовао у јачању положаја племства у краљевини, а потом и у некој врсти de facto великашког намесништва краљице Јелене (Грубе) (1395—1398) које су као њени саветници поред њега, између осталих, чинили и Хрвоје Вукчић (?-1416) и Сандаљ Хранић. Учествовао је у избору Остоје за краља 1398. године, да би га са осталим великашима збацио са власти 1404. године поставивши Твртка II (прва влада 1404—1409, друга влада 1420—1443) за новог краља. После пораза Владислава Напуљског 1408. године, са осталим великашима је збацио Твртка II који је подржавао Владислава и вратио на престо Жигмундовог претендента Остоју.

## Убиство на Пареној пољани
Током августа 1415. године на Краљевој Сутјесци код Бобовца одржавао се сабор краља и властеле краљевине Босне. Приликом посебно организованог лова на Пареној пољани, Златоносовићи су на знак који је мачем дао сам Сандаљ Хранић напали Павла и тешко га ранили, а његовог сина Петра и посланика Браила Тежаловића су заробили. Заверу су организовали сам краљ Остоја и војвода Сандаљ због политичких сукоба са Павлом, оптуживши га за издају краљевства. Према првобитном плану, Павлов син Петар је требало да буде ослепљен, а поседи Павловића подељени између Сандаља и Златоносовића, који су се надали Олову, које се налазило уз њихове поседе, али се од тог плана одустало и Петру су остављени очеви поседи. Целом чину је присуствовао и посланик Дубровачке републике Никола Гучетић и Влатко Тумурлић. Сам Павле је убрзо умро од последица рана које је задобио, али је зато Петар пуштен да се врати на породични посед и настави управљање њиме. Као сведок овог напада Петар је за смрт свога оца директно окривио Сандаља, што је целокупни југоисточни део данашње Босне и Херцеговине гурнуло у рат између Павловића са једне и Сандаља односно Косача са друге стране. Највећа последица овог жестоког сукоба за који је деловало да се може окончати само потпуним уништењем једних или других било је директно укључивање Османлија у њега, прво на страни Павловића, а потом и на Сандаљевој страни, иако су они de facto радили искључиво за себе и постепено освајали делове краљевине Босне. Сам сукоб се временом смирио, тако да су обе породице практично нестале са османлијским освајањем Босне и Херцеговине.

## Његов посед
Поред породичне баштине у источној Босни око Праче, између Криваје, Дрине и Лима, он је 1391. године преузео део Конавла, док су остатак преузели Влатко Вуковић и Косаче са којима је на Леденицама имао заједничку царину ка Дубровачкој републици.
Значајнији градови у северном делу његових земаља били су:
- Врхбосна — данас Сарајево
- Ходиђед
- Пале — Градина на извору Паљанске Миљацке
- Борач
- Вишеград
- Добрун
- Горажде
- Прача
- Олово

док су у јужном делу најзначајнији били:
- Билећа
- Цавтат
- Клобук
- Требиње

са жупама: Врм, Требиње, Рудине и Фатница.